# Fritzi Scheff

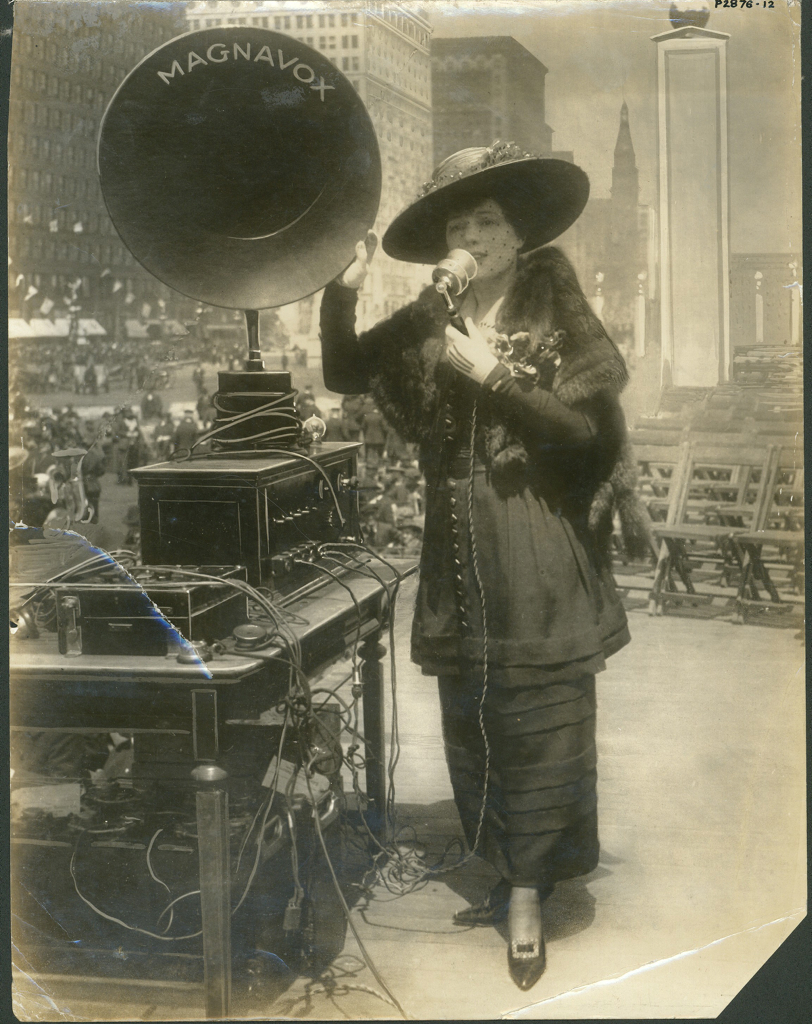
Fritzi Scheff haciendo promoción de bonos de guerra en la ciudad de Nueva York, 1919

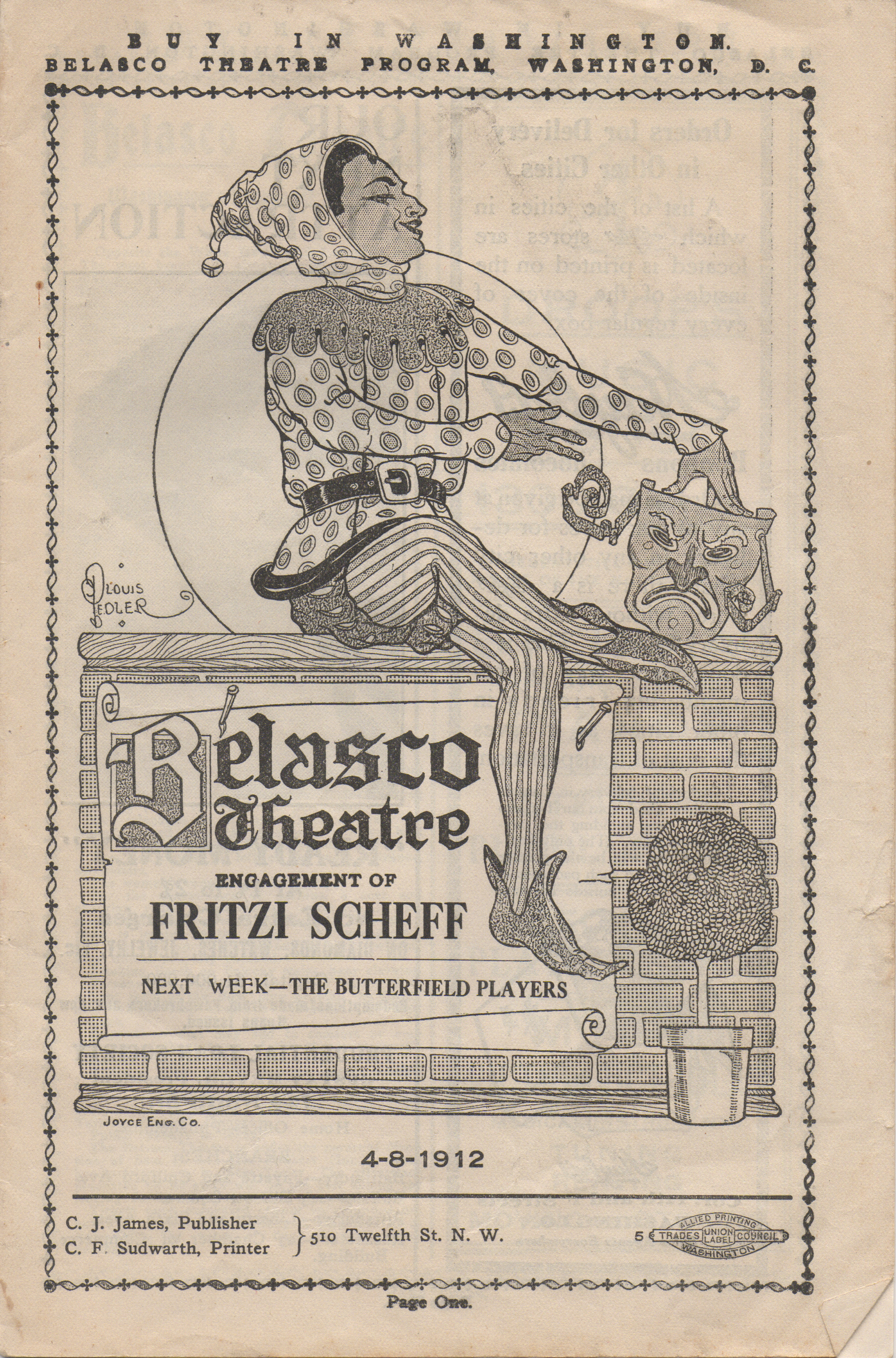
Programa de Fritzi Scheff en Die Fledermaus en el Teatro Belasco, Washington D. C., 8 de abril de 1912

 Fritzi Scheff (30 de agosto de 1879 – 8 de abril de 1954) fue una actriz y vocalista estadounidense.

## Biografía
Nacida como Friederike Scheff  en Viena siendo hija del Dr. Gottfried Scheff y Anna Yeager, estudió en el Conservatorio Hoch en Frankfurt. Hizo su debut el 10 de enero de 1897 en Nuremberg. Debutó en Munich interpretando el papel de Martha en 1898.
En 1901 hizo su primera aparición en el Metropolitan Opera House, New York, cantando en papeles en La Bohème, Die Meistersinger, Die Walküre, y Don Giovanni. También cantó en la opereta Babette de Victor Herbert en Washington D. C. y Nueva York (1903).
A finales de 1904-05, Scheff se enfermó y fue reemplazada por su suplente Ida Hawley para poder cerrar las actuaciones restantes de Babette. Scheff tuvo un éxito inmenso en su interpretación como Fifi en Mlle. Modiste (1905–1908, 1913) y también hizo apariciones en The Prima Donna (1908), The Mikado (1910), The Duchess (1911), y The Love Wager (1912). Entre 1913-18, empezó a trabajar en el vodevil, regresando al último año de teatro de ópera musical en Glorianna. Entre los papeles que llegó a cantar en Fritzi Scheff Opera Company fue su interpretación como Adele en la opereta Die Fledermaus de Johann Strauss.
Scheff murió el 8 de abril de 1954 en Nueva York.

## Cine y televisión
En 1915 Scheff hizo su primera aparición en la película Pretty Mrs. Smith, basada en una obra de Broadway que llegó a protagonizar. La película fue producida y dirigida por Hobart Bosworth. Scheff no hizo otras apariciones en películas mudas. A finales de la década de 1940 y principios de 1950, Scheff intentó incursionar en las películas sonoras y en las series de televisión. Apareció en discotecas y en programas de entrevistas como This is Your Life de Ralph Edwards, poco antes de su muerte.

## Matrimonios
Se casó por primera vez con Baron Fritz von Bardeleben, quién nació en Prusia, en 1908 se casó con John Fox, Jr., autor de The Trail of the Lonesome Pine, y en 1913, se casó con George Anderson, un actor. Sheff no tuvo hijos con ningún matrimonio.